# Gisilia cardinata
Gisilia cardinata is een vlinder uit de familie prachtmotten (Cosmopterigidae). De wetenschappelijke naam van deze soort werd voor het eerst geldig gepubliceerd in 1918 door Edward Meyrick.
De soort komt voor in tropisch Afrika.